# Liste der Gerechten unter den Völkern aus Rumänien

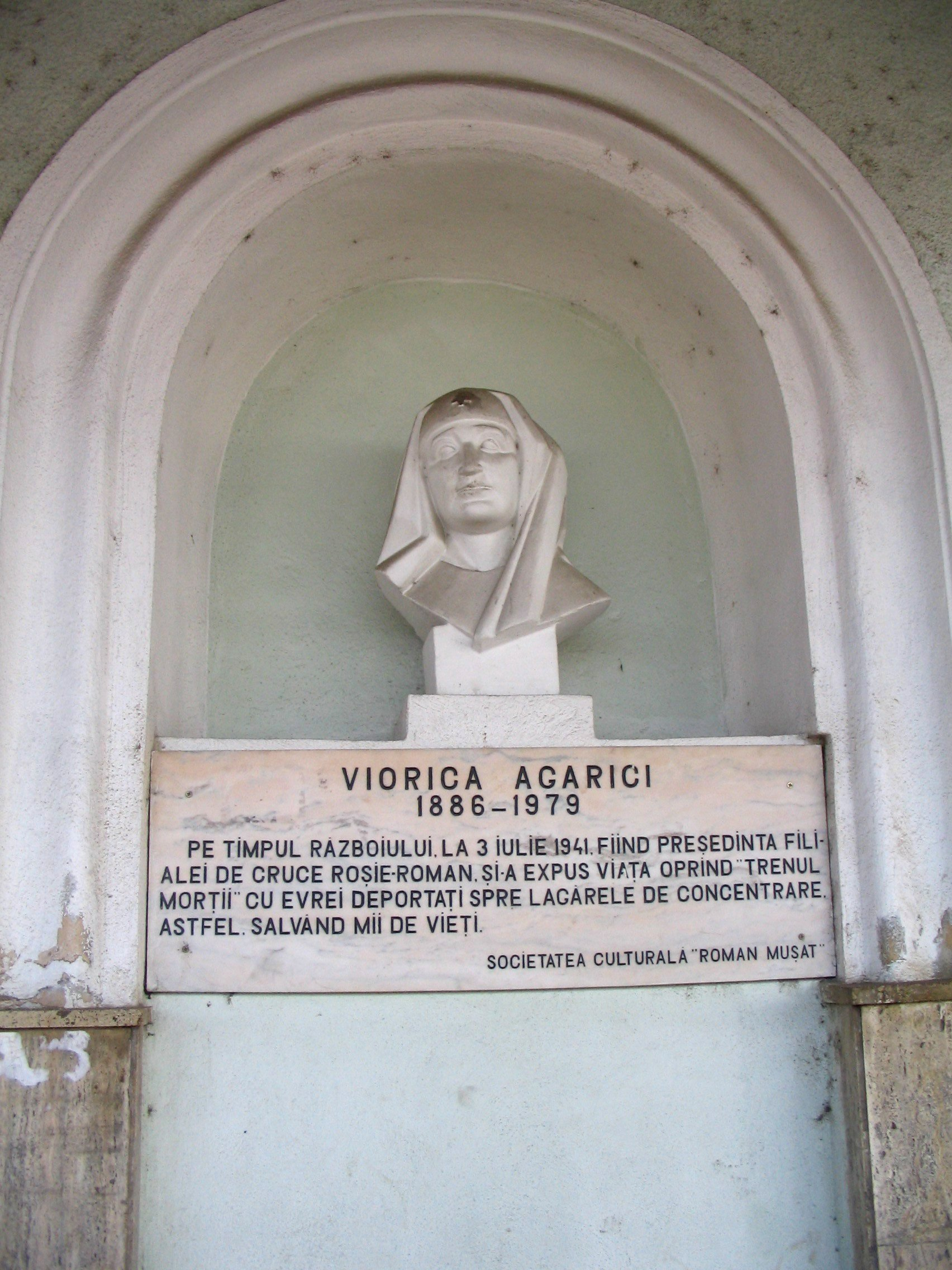
Büste für Viorica Agarici

Die Liste der Gerechten unter den Völkern aus Rumänien führt in alphabetischer Reihenfolge diejenigen Rumänen auf, die von der Gedenkstätte Yad Vashem mit dem Titel Gerechter unter den Völkern geehrt wurden.

## Hintergrund
Dem Königreich Rumänien wurden nach dem Ersten Weltkrieg – unter anderem im Vertrag von Trianon – große Gebiete zugesprochen, die sein Territorium und auch die Zahl der Juden mehr als verdoppelten. Im dadurch entstandenen Großrumänien lebten 16 Millionen Menschen, davon knapp 800.000 Juden. Die rechtliche Stellung der Juden besserte sich, sie konnten mit einigen Einschränkungen am gesellschaftlichen, kulturellen und politischen Leben teilnehmen. Ende der 1920er Jahre gewann jedoch die Eiserne Garde, eine rechtsextreme Organisation, zunehmend Einfluss auf das politische Leben und wurde zu einer Massenbewegung. Ihr Führer Corneliu Zelea Codreanu vermochte es, vor allem mit antisemitischen Thesen einen bedeutenden Teil besonders der Landbevölkerung, aber auch mittlere Gesellschaftsschichten und Studenten hinter sich zu bringen. Mit dem Regierungswechsel auf Octavian Goga im Jahr 1937 wurde der Antisemitismus offen zur Staatspolitik erklärt und nach der Machtübernahme von General Ion Antonescu 1940 kam zu zahlreichen gewalttätigen Ausschreitungen gegen Juden und vom 21. bis zum 23. Januar 1941 zu einem Pogrom in Bukarest, bei dem 120 Juden ermordet wurden. Im Zweiten Weltkrieg, in dem Rumänien ab dem 23. November 1940 an der Seite der Achsenmächte kämpfte, wurden unter dem rumänischen Diktator Antonescu in Zusammenarbeit mit dem NS-Regime rund 350.000 Juden ermordet. Die systematischen Judenverfolgungen gingen ab Sommer 1942 allmählich zurück und endeten mit dem Sturz Antonescus am 23. August 1944.
Israel hat nach der Staatsgründung 1948 den Ehrentitel Gerechter unter den Völkern (hebräisch חסיד אומות העולם Chassid Umot ha-Olam) eingeführt, um nichtjüdische Einzelpersonen zu ehren, die unter nationalsozialistischer Herrschaft während des Zweiten Weltkriegs ihr Leben einsetzten, um Juden vor der Ermordung zu retten.
69 Rumäninnen und Rumänen erhielten bisher für die Rettung jüdischer Mitbürger den Titel Gerechter unter den Völkern.

## Liste
Die Liste ist alphabetisch nach Nachnamen geordnet. Hinter dem Namen ist jeweils das Geburtsdatum, das Sterbedatum, der Ort der Rettung, der Grund der Ehrung und das Jahr der Ehrung angegeben.
| Name                   | Geboren       | Gestorben     | Ort der Rettung            | Grund der Ehrung | Jahr |
| ---------------------- | ------------- | ------------- | -------------------------- | --- | ---- |
| Viorica Agarici        | 24. Feb. 1886 | 1979          | Roman                      | Viorica Agarici, die Präsidentin des rumänischen Roten Kreuzes, befand sich in der Nacht vom 2. auf den 3. Juli 1941 auf dem Bahnhof der Stadt Roman, um den Soldaten, die auf dem Weg zur Ostfront waren, Getränke zu servieren. In der Nacht hörte sie Stöhnen und Hilferufe aus versiegelten Waggons, die weit vom Bahnhof entfernt abgestellt waren. Diese Geräusche stammten von überlebenden Juden des Pogroms von Iaşi (Jassy), bei dem Tausende von Juden ums Leben kamen. Nach dem Massaker, das am 29. und 30. Juni 1941 stattfand, wurden etwa 5 000 Juden in zwei Züge verladen und in Internierungslager in Rumänien gebracht. Als Agarici die Schreie hörte, forderte sie die rumänischen Wachen auf, die Waggons zu öffnen. Dank Agaricis Beharrlichkeit durften die Juden den Zug verlassen, um wieder zu Kräften zu kommen, bevor sie ihre Reise fortsetzten. Die Toten wurden aus dem Zug geholt, die deportierten Juden bekamen zu essen und zu trinken, und dank Agaricis Eingreifen waren einige Passagiere des Zuges noch am Leben, als er sein Ziel erreichte. | 1983 |
| T. Anghel Anutoiu      | 28. Dez. 1914 |               | Naruja                     | Der Soldat Anghel T. Anuţoiu aus dem Dorf Naruja erhielt während seines Militärdienstes in der rumänischen Armee Informationen über antijüdische Operationen, die das Hauptquartier, in dem er diente, durchführen wollte. Anuţoiu warnte daraufhin die Juden, die in den Gemeinden Bacău, Braşov, Odobeşti, Piatra-Neamţ und Buzǎu verhaftet werden sollten, so dass sie rechtzeitig fliehen konnten, und er half ihnen auch, Verstecke zu finden. | 1979 |
| Maria Baias            |               |               | Viile Dejului              | Das Bauernehepaar Wasyl Baiaş und Maria Bahia versorgte Anfang 1944 die vierköpfige jüdische Familie Steinfeld im Ghetto Dej mit Lebensmitteln. Später versteckten die Baias den siebzehnjährigen Herman Steinfeld und seinen 13-jährigen Cousin Bernard Steinfeld viereinhalb Monate auf ihrem Bauernhof. | 1971 |
| Wasyl Baias            |               | 1969          | Viile Dejului              | Das Bauernehepaar Wasyl Baiaş und Maria Bahia versorgte Anfang 1944 die vierköpfige jüdische Familie Steinfeld im Ghetto Dej mit Lebensmitteln. Später versteckten die Baias den siebzehnjährigen Herman Steinfeld und seinen 13-jährigen Cousin Bernard Steinfeld viereinhalb Monate auf ihrem Bauernhof. | 1971 |
| Herr Baranyi           |               |               | Poienile Glodului          | Herr Baranyi organisierte für sechs jüdische Mitbürger den illegalen Grenzübertritt. | 2019 |
| Dr. Dumitru Beceanu    |               |               | Iaşi                       | Dr. Dumitru Beceanu, ein Apotheker und Reserveoffizier der rumänischen Armee aus Iaşi, beschäftigte die jüdischen Apotheker Dr. Leon, Rebeca Zisu und Dr. Simion Caufman jahrelang in seiner Apotheke. Er beschäftigte sie auch während des Krieges weiter, obwohl die Beschäftigung von Juden verboten war. Während des Pogroms in Iaşi am 29. Juni 1941 versteckte Dr. Beceanu seine jüdischen Angestellten und einige seiner Freunde – insgesamt etwa 20 Juden – in seiner Wohnung. Zwei Ehepaare blieben bis zum 20. Juli 1941 in seinem Haus. Um verletzten Juden medizinische Hilfe leisten zu können, hielt Dr. Beceanu seine Apotheke während des Pogroms trotz des Verbots geöffnet. Während des Krieges unterstützte Beceanu jüdische Familien, deren Männer zu den Arbeitsbataillonen der rumänischen Armee eingezogen worden waren, mit Lebensmitteln und Geld. Auch dem jüdischen Krankenhaus in Gelerter half er mit Geld und Lebensmitteln. | 1987 |
| Minodora Beleca        |               |               | Gura Humorului             | Valerian Beleca und Minodora Beleca aus der Stadt Gura Humorului versteckten 1944 neun Juden, denen es gelungen war, sich aus den Konzentrations- und Arbeitslagern in Transnistrien zu befreien. Valerian Beleca, der sich der tödlichen Gefahr für die Juden bewusst war, versteckte die Gruppe in einem nahe gelegenen Bauerndorf. Leider wurde er von einem Nachbarn verraten und die Juden wurden am 11. April 1944 verhaftet. Valerian Beleca, der zu diesem Zeitpunkt nicht zu Hause war, wurde kurz darauf ebenfalls verhaftet und ermordet. | 2004 |
| Valerian Beleca        | 14. Juni 1899 | 11. Apr. 1944 | Gura Humorului             | Valerian Beleca und Minodora Beleca aus der Stadt Gura Humorului versteckten 1944 neun Juden, denen es gelungen war, sich aus den Konzentrations- und Arbeitslagern in Transnistrien zu befreien. Valerian Beleca, der sich der tödlichen Gefahr für die Juden bewusst war, versteckte die Gruppe in einem nahe gelegenen Bauerndorf. Leider wurde er von einem Nachbarn verraten und die Juden wurden am 11. April 1944 verhaftet. Valerian Beleca, der zu diesem Zeitpunkt nicht zu Hause war, wurde kurz darauf ebenfalls verhaftet und ermordet. | 2004 |
| Maria Catana           | 1883          | 1969          | Oniceni                    | Maria Catana und ihre Tochter Gabriela Strauss-Tiron versteckten ab Sommer 1943 in ihrem Haus acht Monate lang die Jüdin Rosa Gottlieb und ihre Tochter Katarina Gottlieb. | 1996 |
| Alexandru Chereches    | 11. Nov. 1927 | 1. März 2013  | Simleu Silvaniei           | Alexandru Chereches fand im Mai 1944 die Juden Josef Lax, Solomon Shlomo Katz und Josef Adler, die aus dem Ghetto von Şimleul Silvaniei geflohen waren. Er brachte sie ins Versteck seines Vaters im Wald, der sich ebenfalls vor den Behörden versteckt hielt. Hier versorgte der 17-Jährige seinen Vater und die drei flüchtigen Juden mehrere Wochen lang mit Lebensmitteln und half ihnen das Gebiet zu verlassen und die Grenze ins 30 km entfernte Südsiebenbürgen zu überqueren, nachdem sich in der Gegend Gerüchte verbreiteten, dass sich Juden im Wald verstecken. | 2009 |
| Traian Cociuba         | 1926          |               | Valea lui Mihai            | Die Familie Cociuba, fromme Baptisten und Ackerbauern aus Ermiháilyfalva (heute Valea lui Mihai) im Norden Siebenbürgens, versteckten anderthalb Jahre lang in ihrem Keller ein jüdisches Flüchtlingspaar aus Polen, das vor den Nazis geflohen war. Es handelte sich um Elimelech Rozental und seine Frau. Rozental war der Sohn von Martin (Mordecai) Rozental, eines Freundes und Geschäftspartners von Traian Cociuba senior. Nach dem deutschen Einmarsch in Ungarn im März 1944 beschlossen die Rozentals nach Rumänien zu fliehen und Traian Cociuba und sein Sohn halfen ihnen bei der Flucht und beim Grenzübertritt. | 2000 |
| Traian Cociuba         |               |               | Valea lui Mihai            | Die Familie Cociuba, fromme Baptisten und Ackerbauern aus Ermiháilyfalva (heute Valea lui Mihai) im Norden Siebenbürgens, versteckten anderthalb Jahre lang in ihrem Keller ein jüdisches Flüchtlingspaar aus Polen, das vor den Nazis geflohen war. Es handelte sich um Elimelech Rozental und seine Frau. Rozental war der Sohn von Martin (Mordecai) Rozental, eines Freundes und Geschäftspartners von Traian Cociuba senior. Nach dem deutschen Einmarsch in Ungarn im März 1944 beschlossen die Rozentals nach Rumänien zu fliehen und Traian Cociuba und sein Sohn halfen ihnen bei der Flucht und beim Grenzübertritt. | 2000 |
| Gheorghe Cojoc         |               |               | Targu Neamt                | Gheorghe Cojoc, ein Forstingenieur aus der Nähe von Târgu Neamţ, rettete 50 Juden vor der Deportation nach Transnistrien, darunter Leon Altman. Er erreichte, dass sie als Waldarbeiter in den Wäldern um Târgu Neamţ arbeiten konnten. | 1984 |
| Ana Craciun            |               |               | Bistrita                   | Die Familie Onişor – die Witwe Ioana Onişor und ihre Kinder, der 21-jährige Victor Onişor, der 18-jährige Lazor Onişor, die 16-jährige Letiţia Onişor (verheiratete Demusca) und die mit Pavel Crăciun verheiratete Ana Crăciun – versteckten vom 1. Mai 1944 für etwa sechs Monate auf ihrem Bauernhof in der Nähe der Stadt Bistrita in Nordsiebenbürgen vier Mitglieder der jüdischen Familie Candel, die damit der Ghettoisierung der Juden von Bistrita und der anschließenden Deportation nach Auschwitz entkommen konnten. | 1978 |
| Pavel Craciun          |               |               | Bistrita                   | Die Familie Onişor – die Witwe Ioana Onişor und ihre Kinder, der 21-jährige Victor Onişor, der 18-jährige Lazor Onişor, die 16-jährige Letiţia Onişor (verheiratete Demusca) und die mit Pavel Crăciun verheiratete Ana Crăciun – versteckten vom 1. Mai 1944 für etwa sechs Monate auf ihrem Bauernhof in der Nähe der Stadt Bistrita in Nordsiebenbürgen vier Mitglieder der jüdischen Familie Candel, die damit der Ghettoisierung der Juden von Bistrita und der anschließenden Deportation nach Auschwitz entkommen konnten. | 1978 |
| Theodor Criveanu       |               | 1988          | Czernowitz                 | Theodor Criveanu, ein Rechtsanwalt aus Brashov, bewahrte zahlreiche Juden im Czernowitzer Ghetto vor der Deportation nach Transnistrien. Criveanu war als Reserveoffizier der rumänischen Armee rekrutiert worden, um bei der Konzentration der Juden von Czernowitz in einem Ghetto und bei ihrer Deportation nach Transnistrien mitzuwirken. Zu seinen Aufgaben gehörte es, den Behörden eine Liste mit Namen von Juden vorzulegen, die in der Stadt verbleiben sollten, da sie zur Arbeit benötigt wurden. Entgegen den Anweisungen stellte er heimlich Genehmigungen aus, die über das zulässige Maß hinausgingen, und gab sie auch Juden, die für die Arbeitseinsätze nicht unbedingt nötig waren. Zu diesen Juden gehörten – unter vielen anderen – Berta und Osias Hefter und ihre Töchter Hilda und Malvina. | 2007 |
| Iuliana Dale           | 3. Nov. 1898  |               | Bucium                     | Das Ehepaar Vasile und Iuliana Dale und ihre 22-jährige Schwiegertochter Maria Dale aus Bucium versteckten 1945 zwei Söhne ihrer jüdischen Nachbarsfamilie Rosenfeld und versorgten sie mit Lebensmitteln. Die siebenköpfige jüdische Familie Rosenfeld hatte 1942 zunächst den Tod des Familienvaters zu verkraften. 1943 wurden die beiden älteren Söhne der Familie, Abraham Rosenfeld und Ibi Rosenfeld, von der ungarischen Armee zur Zwangsarbeit herangezogen. Nach der Besetzung Ungarns durch Deutschland wurden Fani-Faiga Rosenfeld, ihre beiden Töchter Fradi und Rachel und ihr Sohn Josef nach Auschwitz deportiert, was nur Josef Rosenfeld überlebte. Abraham Rosenfeld und Ibi Rosenfeld, die in unterschiedlichen ungarischen Militäreinheiten dienen mussten, konnten 1945 beim Rückzug ihrer Militäreinheiten fliehen und wurden von der Familie Dale nacheinander in ihrem Haus und in einem nahe gelegenen Wald versteckt. Als der Krieg zu Ende war, kamen die drei überlebenden Brüder der Familie Rosenfeld wieder zusammen – Josef Rosenfeld kam aus Auschwitz zurück, Ibi Rosenfeld aus seinem Arbeitskommando, zu dem er zurückgekehrt war, und Abraham kam aus dem Waldversteck. | 2009 |
| Maria Dale             | 7. Apr. 1923  |               | Bucium                     | Das Ehepaar Vasile und Iuliana Dale und ihre 22-jährige Schwiegertochter Maria Dale aus Bucium versteckten 1945 zwei Söhne ihrer jüdischen Nachbarsfamilie Rosenfeld und versorgten sie mit Lebensmitteln. Die siebenköpfige jüdische Familie Rosenfeld hatte 1942 zunächst den Tod des Familienvaters zu verkraften. 1943 wurden die beiden älteren Söhne der Familie, Abraham Rosenfeld und Ibi Rosenfeld, von der ungarischen Armee zur Zwangsarbeit herangezogen. Nach der Besetzung Ungarns durch Deutschland wurden Fani-Faiga Rosenfeld, ihre beiden Töchter Fradi und Rachel und ihr Sohn Josef nach Auschwitz deportiert, was nur Josef Rosenfeld überlebte. Abraham Rosenfeld und Ibi Rosenfeld, die in unterschiedlichen ungarischen Militäreinheiten dienen mussten, konnten 1945 beim Rückzug ihrer Militäreinheiten fliehen und wurden von der Familie Dale nacheinander in ihrem Haus und in einem nahe gelegenen Wald versteckt. Als der Krieg zu Ende war, kamen die drei überlebenden Brüder der Familie Rosenfeld wieder zusammen – Josef Rosenfeld kam aus Auschwitz zurück, Ibi Rosenfeld aus seinem Arbeitskommando, zu dem er zurückgekehrt war, und Abraham kam aus dem Waldversteck. | 2009 |
| Vasile Dale            | 8. Feb. 1891  |               | Bucium                     | Das Ehepaar Vasile und Iuliana Dale und ihre 22-jährige Schwiegertochter Maria Dale aus Bucium versteckten 1945 zwei Söhne ihrer jüdischen Nachbarsfamilie Rosenfeld und versorgten sie mit Lebensmitteln. Die siebenköpfige jüdische Familie Rosenfeld hatte 1942 zunächst den Tod des Familienvaters zu verkraften. 1943 wurden die beiden älteren Söhne der Familie, Abraham Rosenfeld und Ibi Rosenfeld, von der ungarischen Armee zur Zwangsarbeit herangezogen. Nach der Besetzung Ungarns durch Deutschland wurden Fani-Faiga Rosenfeld, ihre beiden Töchter Fradi und Rachel und ihr Sohn Josef nach Auschwitz deportiert, was nur Josef Rosenfeld überlebte. Abraham Rosenfeld und Ibi Rosenfeld, die in unterschiedlichen ungarischen Militäreinheiten dienen mussten, konnten 1945 beim Rückzug ihrer Militäreinheiten fliehen und wurden von der Familie Dale nacheinander in ihrem Haus und in einem nahe gelegenen Wald versteckt. Als der Krieg zu Ende war, kamen die drei überlebenden Brüder der Familie Rosenfeld wieder zusammen – Josef Rosenfeld kam aus Auschwitz zurück, Ibi Rosenfeld aus seinem Arbeitskommando, zu dem er zurückgekehrt war, und Abraham kam aus dem Waldversteck. | 2009 |
| Letitia Demusca        | 6. Nov. 1924  | 30. Apr. 2007 | Bistrita                   | Die Familie Onişor – die Witwe Ioana Onişor und ihre Kinder, der 21-jährige Victor Onişor, der 18-jährige Lazor Onişor, die 16-jährige Letiţia Onişor (verheiratete Demusca) und die mit Pavel Crăciun verheiratete Ana Crăciun – versteckte vom 1. Mai 1944 für etwa sechs Monate auf ihrem Bauernhof in der Nähe der Stadt Bistrita in Nordsiebenbürgen vier Mitglieder der jüdischen Familie Candel, die damit der Ghettoisierung der Juden von Bistrita und der anschließenden Deportation nach Auschwitz entkommen konnten. | 1978 |
| Adrian Dunitru         | 1915          | 1984          | Oniceni                    | Die Familie Onişor – die Witwe Ioana Onişor und ihre Kinder, der 21-jährige Victor Onişor, der 18-jährige Lazor Onişor, die 16-jährige Letiţia Onişor (verheiratete Demusca) und die mit Pavel Crăciun verheiratete Ana Crăciun – versteckte vom 1. Mai 1944 für etwa sechs Monate auf ihrem Bauernhof in der Nähe der Stadt Bistrita in Nordsiebenbürgen vier Mitglieder der jüdischen Familie Candel, die damit der Ghettoisierung der Juden von Bistrita und der anschließenden Deportation nach Auschwitz entkommen konnten. | 1996 |
| Elena von Griechenland | 2. Mai 1896   | 28. Nov. 1982 | Bukarest                   | Elena von Griechenland, die Mutter des rumänischen Königs Michael I., bemühte sich während des Krieges wiederholt, Ion Antonescu zu überzeugen, die rumänischen Juden nicht nach Polen zu deportieren und die Morde einzustellen. 1943 und Anfang 1944 trug sie dazu bei, dass Tausende von deportierten Juden, darunter auch Tausende von jüdischen Waisenkindern, aus Transnistrien zurückkehren konnten. | 1993 |
| Rozalia Farkas         |               |               | Oradea                     | Der Arbeiter Stefan Farkas und seine Frau Rozalia Farkas aus Oradea versteckten Ende September 1944 für sechs Tage in ihrem Haus neun Juden, die von einem Zwangsarbeiterbataillon der ungarischen Armee geflohen waren. Einer der geflohenen Juden, Eugen Szabo, kannte das Ehepaar Farkas seit 1942, als Szabo zusammen mit den Farkases in der antifaschistischen sozialdemokratischen Bewegung aktiv gewesen war. Zu dessen geflohenen Kameraden gehörten Yehuda Barna (später Barnea), Paul-Thomas Biro, Endre Blau, George Lustig und Egon Hirsch. | 1992 |
| Stefan Farkas          |               |               | Oradea                     | Der Arbeiter Stefan Farkas und seine Frau Rozalia Farkas aus Oradea versteckten Ende September 1944 für sechs Tage in ihrem Haus neun Juden, die von einem Zwangsarbeiterbataillon der ungarischen Armee geflohen waren. Einer der geflohenen Juden, Eugen Szabo, kannte das Ehepaar Farkas seit 1942, als Szabo zusammen mit den Farkases in der antifaschistischen sozialdemokratischen Bewegung aktiv gewesen war. Zu dessen geflohenen Kameraden gehörten Yehuda Barna (später Barnea), Paul-Thomas Biro, Endre Blau, George Lustig und Egon Hirsch. | 1992 |
| Constanta Florescu     | 1908          |               | Bukarest                   | Constanta Florescu aus Bukarest nahm die Jüdin Roza Hendler, die sie vor dem Krieg kennengelernt hatte, in ihrem Haus auf und kümmerte sich von 1941 bis zu ihrem Tod 1944 um sie. Auch der Sohn von Roza Hendler, Moshe Hendler, wohnte von Zeit zu Zeit bei Florescu. | 1989 |
| Alexandru Ghitescu     |               |               | Bukarest                   | Alexandru Ghiţescu, ein Architekt aus Bukarest, versteckte in seiner Wohnung während des Pogroms der Eisernen Garde in Bukarest am 21. Januar 1941 seinen Nachbarn, den jüdischen Rechtsanwalt Joseph Morgenstern. Erst am Abend, als Ghiţescu sicher war, dass die Männer der Eisernen Garde seinem Nachbarn nicht mehr auflauerten, begleitete er Morgenstern zurück zu seinem Haus und seiner Familie. | 1991 |
| Gheorghe Godinca       | 1889          |               | Petrova                    | Gheorghe Godinca aus Petrova versteckte die Juden Yaakov Fiksler und Mordechai Kassierer und versorgte sie mit allem Lebensnotwendigen. | 2017 |
| Metzia Hij             |               |               | Cernauti und Vijnita       | Dr. Simion Hij, ein Staatsanwalt aus Cernăuţi (heute Ukraine), war vor dem Krieg für viele Jahre in Storojineţ tätig und hatte sich hier als Untermieter von Otilia Finder, mit deren Töchtern Melani (Malka) Reisler und Friderika (Frieda) Rieber und deren Familien angefreundet. Ab Oktober 1941 half Dr. Hij diesen jüdischen Familien, die inzwischen im Ghetto von Cernăuţi eingesperrt waren. Er brachte ihnen Lebensmittel, warnte sie vor der anstehenden Deportation nach Transnistrien und besorgte für sie Papiere, die es ihnen erlaubten, das Ghetto zu verlassen. Als die Deportationen Ende 1941 wieder aufgenommen wurden, versteckte er zusammen mit seiner Frau, Metzia Hij, die Familie Reisler einen Monat lang auf dem Dachboden seines Hauses. | 1972 |
| Dr. Simion Hij         | 1895          | 1988          | Cernauti und Vijnita       | Dr. Simion Hij, ein Staatsanwalt aus Cernăuţi (heute Ukraine), war vor dem Krieg für viele Jahre in Storojineţ tätig und hatte sich hier als Untermieter von Otilia Finder, mit deren Töchtern Melani (Malka) Reisler und Friderika (Frieda) Rieber und deren Familien angefreundet. Ab Oktober 1941 half Dr. Hij diesen jüdischen Familien, die inzwischen im Ghetto von Cernăuţi eingesperrt waren. Er brachte ihnen Lebensmittel, warnte sie vor der anstehenden Deportation nach Transnistrien und besorgte für sie Papiere, die es ihnen erlaubten, das Ghetto zu verlassen. Als die Deportationen Ende 1941 wieder aufgenommen wurden, versteckte er zusammen mit seiner Frau, Metzia Hij, die Familie Reisler einen Monat lang auf dem Dachboden seines Hauses. | 1972 |
| Constantin Karadja     | 24. Nov. 1889 | 1950          | Berlin und Bukarest        | Constantin Karadja war von 1933 bis Ende 1941 rumänischer Generalkonsul in Berlin und verurteilte die rassistische Politik der Nazis gegen die Juden. Nach dem Kristallnacht-Pogrom am 9. und 10. November 1938 begann er gegen die Enteignung des Eigentums der rumänischen Juden im Dritten Reich vorzugehen. Er erstellte Listen der Opfer der „Arisierungs“-Politik und ihres Eigentums, die er an seine Vorgesetzten schickte, damit Bukarest gegen diese Aktionen protestiert und die Rückgabe der geraubten Vermögenswerte fordert. In Botschaften an das Auswärtige Amt erklärte er, dass es dessen Pflicht sei, die Juden im Namen des Völkerrechts und des universellen Grundsatzes der Menschenrechte zu schützen. Ende 1941 wurde er nach Bukarest zurückberufen und zum Leiter der Passabteilung im Auswärtigen Amt ernannt. Dort bestand er weiterhin darauf, dass seine Vorgesetzten die rumänischen Juden schützten, insbesondere diejenigen, die sich in den von den Nazis besetzten Ländern befanden und denen die Deportation in Konzentrationslager drohte. Durch sein beharrliches Eintreten für die Rechte der verfolgten Juden gelang in der Zeit von 1942 bis 1944 einigen Dutzend in Deutschland, Italien und Griechenland, schätzungsweise 600 in Frankreich und 51.537 in Ungarn lebenden Juden die Flucht vor dem nationalsozialistischen deutschen Regime und er bewahrte Letztere vor der Deportation in das Konzentrationslager Auschwitz. | 2005 |
| Florian Manoliu        |               | 1974          | Bern und Budapest          | Florian Manoliu war ein rumänischer Diplomat und Gegner des Nationalsozialismus und der pro-nazistischen Linie der Regierung seines Landes unter der Führung von Ion Antonescu. Er brachte 1943/44 für seinen jüdischen Freund George Mandel-Mantello, der als Erster Sekretär im Konsulat von El Salvador in Genf tätig war, ungefähr 1000 Nationalitätsbescheinigungen für El Salvador, die von der Schweizer Gesandtschaft in Budapest anerkannt wurden, von Genf nach Budapest. Er übergab diese Papiere dem Schweizer Generalkonsul Carl Lutz, der sie für die Rettung ungarischer Juden verwendete. Auf seiner Reise informierte sich Manoliu über die Lage der Juden in Siebenbürgen, insbesondere über das Schicksal der Eltern seines Freundes George Mandel-Mantello, die in der von Ungarn annektierten Stadt Besztece (heute Bistriţa, Rumänien) lebten. Er erreichte Besztece am 10. Juni 1944, fand dort aber keinen einzigen Juden vor, da die gesamte jüdische Bevölkerung nach Auschwitz deportiert worden war. In Budapest nahm Florian Manoliu Kontakt zu Moshe (Miklós) Krausz auf, der die Jewish Agency in Budapest vertrat. Über Florian Manoliu schickte Krausz das Auschwitz-Protokoll von Vrba-Wetzler an Chaim Pozner, den Leiter der Einwanderungsabteilung der Jewish Agency in Genf, und informierte ihn über die Massenmorde, die in Auschwitz verübt wurden. Am 21. Juni 1944 kehrte Manoliu in die Schweiz zurück und gab die Berichte, die er von Krausz erhalten hatte, an Chaim Pazner und an Mandel-Mantello weiter, den er auch über das Schicksal seiner Eltern und des gesamten siebenbürgischen Judentums informierte. | 2001 |
| Emilian Marculescu     |               |               | Cernauti                   | Emilian Marculescu half der fünfköpfigen jüdischen Familie Cogan. | 1990 |
| Vasile Marinca         |               |               | Budesti                    | Vasile Marinca versteckte Ignác Ajzik Goldstein und die fünfköpfige Familie Daskal. | 2019 |
| Valeriu Moldovan       | 1912          | 17. Okt. 1972 | Bistrita                   | Valeriu Moldovan, der Inhaber einer Schreinerei in der Stadt Bistriţa in Nordsiebenbürgen, versteckte und versorgte die Juden Solomon Fleischman und seinen Onkel Benjamin Perlstein 1944 fünf Monate lang mit Lebensmitteln. | 1994 |
| Sabin Motora           | 1. Dez. 1918  | 12. Dez. 1970 | Vapniarka                  | Sabin Motora, ein Oberst der rumänischen Gendarmerie, war im September 1942 mit der Bewachung von Gefangenen im Lager Vapniarka befasst, darunter etwa 6.500 politische Gefangene. Die meisten von ihnen waren Juden, die verdächtigt wurden, Mitglied der Kommunistischen Partei zu sein. Nachdem Oberst Motora zum Lagerkommandanten ernannt wurde, verbesserte er die Verpflegung und die Behandlung der Gefangenen durch die Offiziere und Gendarmen. Als die Rote Armee begann, auf die Grenzen Transnistriens vorzurücken, veranlasste Motora die Evakuierung der Gefangenen von Vapniarka nach Grosulovo, näher an der rumänischen Grenze. Er handelte entgegen dem Befehl, der ihm gegeben wurde, die Gefangenen nach Osten zu den Deutschen zu bringen. Im März 1944, als die Evakuierung Transnistriens bevorstand, gelang es Motora, die Gefangenen nach Bessarabien zu verlegen. Dank dieser Aktion gelangten die Juden in das Lager Târgu-Jiu, wo sie bis zu ihrer Befreiung im August 1944 blieben. | 1983 |
| Ioana Onisor           |               |               | Bistrita                   | Die Familie Onişor – die Witwe Ioana Onişor und ihre Kinder, der 21-jährige Victor Onişor, der 18-jährige Lazor Onişor, die 16-jährige Letiţia Onişor (verheiratete Demusca) und die mit Pavel Crăciun verheiratete Ana Crăciun – versteckten vom 1. Mai 1944 für etwa sechs Monate auf ihrem Bauernhof in der Nähe der Stadt Bistrita in Nordsiebenbürgen vier Mitglieder der jüdischen Familie Candel, die damit der Ghettoisierung der Juden von Bistrita und der anschließenden Deportation nach Auschwitz entkommen konnten. | 1978 |
| Lazor Onisor           | 1926          |               | Bistrita                   | Die Familie Onişor – die Witwe Ioana Onişor und ihre Kinder, der 21-jährige Victor Onişor, der 18-jährige Lazor Onişor, die 16-jährige Letiţia Onişor (verheiratete Demusca) und die mit Pavel Crăciun verheiratete Ana Crăciun – versteckten vom 1. Mai 1944 für etwa sechs Monate auf ihrem Bauernhof in der Nähe der Stadt Bistrita in Nordsiebenbürgen vier Mitglieder der jüdischen Familie Candel, die damit der Ghettoisierung der Juden von Bistrita und der anschließenden Deportation nach Auschwitz entkommen konnten. | 1978 |
| Victor Onisor          | 1923          |               | Bistrita                   | Die Familie Onişor – die Witwe Ioana Onişor und ihre Kinder, der 21-jährige Victor Onişor, der 18-jährige Lazor Onişor, die 16-jährige Letiţia Onişor (verheiratete Demusca) und die mit Pavel Crăciun verheiratete Ana Crăciun – versteckten vom 1. Mai 1944 für etwa sechs Monate auf ihrem Bauernhof in der Nähe der Stadt Bistrita in Nordsiebenbürgen vier Mitglieder der jüdischen Familie Candel, die damit der Ghettoisierung der Juden von Bistrita und der anschließenden Deportation nach Auschwitz entkommen konnten. | 1978 |
| Stefan Paelungi        | 26. Juni 1924 | 1. Juni 2000  | Urechesti                  | Der 16-jährige Ştefan Paelungi aus Urechesti war befreundet mit der jüdischen Familie Leitman. Als das Antonescu-Regime 1941 den Juden verbot, in ländlichen Gebieten zu leben, war die Familie Leitman gezwungen, Urechesti zu verlassen. Ştefan Paelungi half der Familie, die nach Ungarn fliehen wollte, bei der Flucht und lagerte alle ihre Habseligkeiten auf dem Bauernhof seines Vaters ein. Da der dreiköpfigen Familie Leitman die Flucht misslang, kehrte sie nach Urechesti zurück und wurde von Paelungi in einer abgelegenen Hütte versteckt und mit allem Lebensnotwendigen versorgt. | 1996 |
| Nona Pantea            |               |               | Iasi                       | Die Rechtsanwältin Nona Pântea aus Iaşi versteckte am 29. Juni 1941 in ihrer Wohnung Carol Schoenfeld, Nathan Brill, Maier Knoll, Filip Knoll, Şloim Mendel Morghenstein und Jack Mathes, wodurch die sechs Juden das Pogrom an diesem Tag in Iaşi überlebten. | 1986 |
| Gheorghe Petre         | 23. Apr. 1910 |               | Golta                      | Der Priester Gheorghe Petre, der seit 1931 in der Pfarrei Govora tätig war, wurde im Oktober 1942 in den Golta-Distrikt in Transnistrien entsandt. Im Zuge der Operation Barbarossa, die am 22. Juni 1941 begann, hatten die Deutschen Transnistrien an Rumänien abgetreten. Ab Herbst 1941 wurde der Golta-Distrikt im Süden der Region für Hunderttausende ukrainischer Juden und für Zehntausende weitere, die aus Bessarabien und der Bukowina vertrieben worden waren, zu einem Ort des Todes. Alle wurden dort von den rumänischen Faschisten brutal ermordet. Bei seiner Ankunft in Golta wurde Gheorghe Petre Zeuge des Schicksals der in den Ghettos verbliebenen Juden, die an Hunger und Krankheiten litten und der Willkür der rumänischen Gendarmerie ausgeliefert waren. Gheorghe war entsetzt und tat, was er konnte, um die Not dieser Unglücklichen zu lindern. | 2004 |
| Egon Pocorni           |               |               | Derebchin                  | Egon Pocorni, der seit 1942 Leiter einer Zuckerfabrik in der Stadt Derebchin im Bezirk Vinnitsa in Transnistrien war, half jüdischen Mitbürgern in vielfältiger Weise. Er beschäftigte Juden in der von ihm geleiteten Fabrik, auch wenn sie für die Arbeit nicht geeignet waren. Er zahlte Juden einen höheren Lohn als erlaubt. Er versorgte sie mit Lebensmitteln und erlaubte ihnen, einen Teil des in der Fabrik produzierten braunen Zuckers mitzunehmen. Anderen Juden verschaffte er in der Umgebung geeignete Arbeitsplätze. Auch richtete er eine Suppenküche für Arbeiter ein und intervenierte für die Juden bei der Gendarmerie. Pocornis Frau, Nicolina Pocorni, wusste von seinen Aktionen und unterstützte sie aktiv. | 1984 |
| Nicolina Pocorni       |               |               | Derebchin                  | Egon Pocorni, der seit 1942 Leiter einer Zuckerfabrik in der Stadt Derebchin im Bezirk Vinnitsa in Transnistrien war, half jüdischen Mitbürgern in vielfältiger Weise. Er beschäftigte Juden in der von ihm geleiteten Fabrik, auch wenn sie für die Arbeit nicht geeignet waren. Er zahlte Juden einen höheren Lohn als erlaubt. Er versorgte sie mit Lebensmitteln und erlaubte ihnen, einen Teil des in der Fabrik produzierten braunen Zuckers mitzunehmen. Anderen Juden verschaffte er in der Umgebung geeignete Arbeitsplätze. Auch richtete er eine Suppenküche für Arbeiter ein und intervenierte für die Juden bei der Gendarmerie. Pocornis Frau, Nicolina Pocorni, wusste von seinen Aktionen und unterstützte sie aktiv. | 1984 |
| Alexandru Pop          |               |               | Betfia                     | Alexandru Pop und Maria Pop versteckten die achtköpfige jüdische Familie Pap und organisierten ihren illegalen Transfer. | 2017 |
| Maria Pop              |               |               | Betfia                     | Alexandru Pop und Maria Pop versteckten die achtköpfige jüdische Familie Pap und organisierten ihren illegalen Transfer. | 2017 |
| Hermina Pop            |               |               | Budesti                    | Hermina Pop versteckte Ignác Ajzik Goldstein und die fünfköpfige Familie Daskal und versorgte sie mit allem Lebensnotwendigen. | 2019 |
| Aristina Pop           | 1932          |               | Lapusului                  | Nicolaie Pop, ein wohlhabender Förster aus dem Dorf Lăpuşul Românesc in Nordsiebenbürgen, seine Frau Maria Pop und ihre 12-jährige Tochter Aristina Pop versteckten ab dem 29. April 1944 die Jüdin Hanna Marmor, ihre drei Kinder Shoshana Marmor, Esther Marmor und Yom Tov Marmor, ihren Vater Samuel Dub sowie drei weitere Juden in einem Unterschlupf im Wald und versorgten sie dort mit Lebensmitteln. | 1996 |
| Maria Pop              |               | 1962          | Lapusului                  | Nicolaie Pop, ein wohlhabender Förster aus dem Dorf Lăpuşul Românesc in Nordsiebenbürgen, seine Frau Maria Pop und ihre 12-jährige Tochter Aristina Pop versteckten ab dem 29. April 1944 die Jüdin Hanna Marmor, ihre drei Kinder Shoshana Marmor, Esther Marmor und Yom Tov Marmor, ihren Vater Samuel Dub sowie drei weitere Juden in einem Unterschlupf im Wald und versorgten sie dort mit Lebensmitteln. | 1996 |
| Nicolaie Pop           |               | 1950          | Lapusului                  | Nicolaie Pop, ein wohlhabender Förster aus dem Dorf Lăpuşul Românesc in Nordsiebenbürgen, seine Frau Maria Pop und ihre 12-jährige Tochter Aristina Pop versteckten ab dem 29. April 1944 die Jüdin Hanna Marmor, ihre drei Kinder Shoshana Marmor, Esther Marmor und Yom Tov Marmor, ihren Vater Samuel Dub sowie drei weitere Juden in einem Unterschlupf im Wald und versorgten sie dort mit Lebensmitteln. | 1996 |
| Valer Pop              | 1883          | 17. Feb. 1963 | Cluj                       | Valer Pop aus Cluj, ein hoher Beamter in der ungarischen und rumänischen Verwaltung in Siebenbürgen, war verheiratet mit der Jüdin Ilona Jonas (geb. Farkas) und hatte deren Tochter aus erster Ehe, Katalina Jonas, adoptiert. Nach der deutschen Besetzung Ungarns im März 1944 gelang es Pop, seine Schwiegermutter Lina Farkas in die Obhut eines befreundeten Arztes in Cluj zu geben, was sie vor der Deportation rettete. Im Juli 1944 gelang es ihm, Pässe zu beschaffen, die es ihm, seiner jüdischen Frau und Adoptivtochter ermöglichten, nach Rumänien zu gelangen, was ihr Leben rettete. | 1983 |
| Eugen Popovici         |               | 4. Jan. 1984  | Cernauti                   | Eugen Popovici half den jüdischen Familien Friedmann, Gertler und Gladbach. | 2018 |
| Traian Popovici        | 17. Okt. 1892 | 4. Juni 1946  | Cernauti                   | Traian Popovici, ein Rechtsanwalt und von 1941 bis 1942 Bürgermeister von Cernauti, protestierte 1941 gegen die Deportation der etwa 50.000 Juden der Stadt in das rumänische Besatzungsgebiet Transnistrien mit dem Argument der Unabkömmlichkeit aus wirtschaftlichen Gründen. Damit erreichte er eine vorläufige Ausnahmeregelung für 20.000 Juden. Er selbst stellte für über 4.000 Juden Aufenthaltsgenehmigungen aus. | 1969 |
| Grigore Profir         |               |               | Iasi                       | Grigore Profir, ein Ingenieur und Leiter der Dacia-Mühle in Iaşi, verhinderte am 29. Juni 1941, dem ersten Tag des Pogroms in Iasi, die Ermordung von ungefähr 100 jüdischen Zwangsarbeitern, die in seiner Mühle arbeiteten. Er versorgte die jüdische Gemeinde mit Mehl, Lebensmitteln und Medikamenten und half den nach Transnistrien Deportierten, die durch die Stadt kamen. Außerdem versteckte er in seinem Haus eine jüdische Familie, die von der Deportation bedroht war, und half von 1941 bis 1944 Waisen und Witwen, die das Pogrom überlebt hatten, sowie verarmten Juden, die als Zwangsarbeiter und Gefangene in Transnistrien waren. | 1991 |
| Alexa Puti             |               |               | Buteasa                    | Alexa Puti, ein rumänischer Bauer aus der Stadt Şomcuţa Mare in Siebenbürgen, versteckte den Juden Iacob Solomon vom 5. Mai 1944 bis zur Befreiung des Gebiets am 17. Oktober 1944 in einer Höhle am Waldrand in der Nähe seines Hauses. Maria Puti und Todor Puti, Alexa Putis Kinder, halfen ihrem Vater, die Höhle zu vergrößern, und brachten Salomon dreimal pro Woche Essen. Dabei achteten sie darauf, nur Milchprodukte und Gemüse zu bringen, damit er die jüdischen Speisegesetze einhalten konnte. | 1987 |
| Maria Puti             |               |               | Buteasa                    | Alexa Puti, ein rumänischer Bauer aus der Stadt Şomcuţa Mare in Siebenbürgen, versteckte den Juden Iacob Solomon vom 5. Mai 1944 bis zur Befreiung des Gebiets am 17. Oktober 1944 in einer Höhle am Waldrand in der Nähe seines Hauses. Maria Puti und Todor Puti, Alexa Putis Kinder, halfen ihrem Vater, die Höhle zu vergrößern, und brachten Salomon dreimal pro Woche Essen. Dabei achteten sie darauf, nur Milchprodukte und Gemüse zu bringen, damit er die jüdischen Speisegesetze einhalten konnte. | 1987 |
| Todor Puti             |               |               | Buteasa                    | Alexa Puti, ein rumänischer Bauer aus der Stadt Şomcuţa Mare in Siebenbürgen, versteckte den Juden Iacob Solomon vom 5. Mai 1944 bis zur Befreiung des Gebiets am 17. Oktober 1944 in einer Höhle am Waldrand in der Nähe seines Hauses. Maria Puti und Todor Puti, Alexa Putis Kinder, halfen ihrem Vater, die Höhle zu vergrößern, und brachten Salomon dreimal pro Woche Essen. Dabei achteten sie darauf, nur Milchprodukte und Gemüse zu bringen, damit er die jüdischen Speisegesetze einhalten konnte. | 1987 |
| George Russu           | 1. März 1880  | 1977          | Czernowic                  | George Russu aus Czernowic verschaffte dem jüdischen Ehepaar David und Ida Slacman sowie ihren Kindern Meir und Beatrice im Oktober 1941, wenige Tage nach der Einrichtung des Ghettos in Czernowic, Sondergenehmigungen, die sie von der Deportation nach Transnistrien ausnahmen. Es waren vier der 20.000 Sondergenehmigungen, die der Bürgermeister von Czernowic, Traian Popovici, erwirkt hatte. Als nach der Absetzung Popovicis im Juni 1942 die Deportationen wieder einsetzten, fand Russu für die Familie Slacman ein Versteck im Keller eines Steinhauses auf dem Gelände des Bischofspalastes. In diesem Versteck blieben sie mehrere Monate lang, und Russu versorgte sie während der gesamten Zeit mit Lebensmitteln. | 2006 |
| Constantin Simionescu  | 1889          | 10. Okt. 1990 | Iasi, Bukarest und Busteni | Constantin Simionescu, ein rumänischer Rechtsanwalt und Dekan der Anwaltskammer in Iaşi, half während des Kriegs zehn Juden aus den Familien Spiegel, Şapira und Siegler, die in Iaşi lebten. Von 1941 bis Kriegsende kümmerte er sich um den 16-jährigen Alfred Spiegel und seine Geschwister, deren Eltern verhaftet und deportiert worden waren. Als die Mitglieder der Familien Şapira, Spiegel und Siegler 1942 aus ihren Wohnungen vertrieben wurden, mietete Simionescu für sie zunächst eine andere Wohnung in Iaşi, später in Bukarest, in Busteni und dann wieder in Bukarest und versorgte sie mit Lebensmitteln. | 1991 |
| Mircea Petru Sion      | 1917          | 29. Sep. 1992 | Iasi                       | Mircea Petru Sion, ein Rechtsanwalt und Sohn einer aristokratischen rumänischen Familie aus Iaşi, hatte zahlreiche jüdische Freunde und unterhielt Kontakte zu Mitgliedern und Führern der jüdischen Gemeinde. Ab Ende 1941 vertrat Sion die jüdische Gemeinde von Iaşi als Rechtsberater. Er verteidigte zahlreiche verhaftete Juden vor den Militärgerichten und setzte sich dafür ein, dass ihre Urteile gemildert oder aufgehoben wurden. Er versteckte etwa 18 Juden in seinem Haus in Iaşi und auf seinem Familienanwesen außerhalb der Stadt. Nach einer Reise zu den Arbeitslagern in Moldawien konnte er das Los der dort Internierten verbessern und die Freilassung von Alten und Kranken erreichen. | 1986 |
| Prof. Raoul Sorban     | 4. Sep. 1912  | 19. Juli 2006 | Cluj und Bukarest          | Raoul Şorban, ein Maler und 1939–1940 Sekretär des rumänischen Gouverneurs in Cluj, gründete mit anderen eine private Arbeitsvermittlung, die als Bindeglied zwischen arbeitslosen Juden und Personen und Institutionen diente, die Ärzte, Rechtsanwälte und andere Fachkräfte benötigten. Auf diese Weise sicherte er den Lebensunterhalt verfolgter Juden in der Region. Im März 1944 versuchte er den Rabbiner Carmilly-Weinberger bei der Rettung von Juden zu unterstützen, indem er 1200 Bescheinigungen über die Mitgliedschaft in der Nationalen Bauernpartei, die von den Juden als eine Art Ausweis verwendet werden konnten, von Bukarest nach Cluj brachte. Er kam jedoch zu spät, da die Juden in Cluj bereits deportiert waren. Außerdem half er bei der Rettung jüdischer Führer aus Siebenbürgen, wie Dr. E. Marton. | 1986 |
| Joana Stoenescu        | 1897          |               | Bukarest                   | Das Ehepaar Ioana und Pascu Stoenescu aus Bukarest, gläubige Christen und Besitzer eines Holzhandels und eines Farbengeschäftes, versteckten 1941 während des Pogroms durch die Eiserne Garde die jüdische Familie Donner (Israel Donner, seine Frau, ihr 17-jähriger Sohn Carol und ihre 15-jährige Tochter Ghizi), die in ihrer Straße wohnten. Die Donners entgingen dadurch den Folterungen und Ermordungen während des dreitägigen Pogroms. | 1969 |
| Pascu Stoenescu        |               |               | Bukarest                   | Das Ehepaar Ioana und Pascu Stoenescu aus Bukarest, gläubige Christen und Besitzer eines Holzhandels und eines Farbengeschäftes, versteckten 1941 während des Pogroms durch die Eiserne Garde die jüdische Familie Donner (Israel Donner, seine Frau, ihr 17-jähriger Sohn Carol und ihre 15-jährige Tochter Ghizi), die in ihrer Straße wohnten. Die Donners entgingen dadurch den Folterungen und Ermordungen während des dreitägigen Pogroms. | 1969 |
| Gabriela Strauss-Tiron | 1918          |               | Oniceni                    | Maria Catana und ihre Tochter Gabriela Strauss-Tiron versteckten ab Sommer 1943 in ihrem Haus acht Monate lang die Jüdin Rosa Gottlieb und ihre Tochter Katarina Gottlieb. | 1996 |
| Elisabetha Strul       | 1920          | 6. Nov. 2013  | Iasi                       | Am Abend des 28. Juni 1941 beteiligten sich rumänische und deutsche Soldaten, Polizisten und zahlreiche Anwohner an einem Pogrom in Iasi, bei dem Tausende Juden ermordet wurden. Als die Textilarbeiterin Elisabeta Nicopoi in Erfahrung brachte, dass für den 29. Juni 1941 in ihrem Viertel weitere Gewalttaten geplant waren, eilte sie zum Haus ihres Arbeitskollegen Marcus Strul, um seine Familie und weitere jüdische Familien in der Straße vor der nahenden Gefahr zu warnen und ihnen Unterschlupf zu gewähren. Sie versteckte insgesamt etwa 20 Juden zwei Wochen lang in einem Lagerraum und versorgte sie dort mit Lebensmitteln. Nicopoi konnte dadurch Struls gesamte Familie retten. Nach dem Krieg heirateten Nicopoi und Strul und wanderten 1963 nach Israel aus. | 1987 |
| Anton Suciu            |               |               | Betfia und Palota          | Anton Suciu und Rosalia Suciu organisierten den illegalen Transfer für die achtköpfige jüdische Familie Pap. | 2017 |
| Rozalia Suciu          |               |               | Betfia und Palota          | Anton Suciu und Rosalia Suciu organisierten den illegalen Transfer für die achtköpfige jüdische Familie Pap. | 2017 |
| Ioan Suta              |               |               | Satu Mare                  | Ioan Suta und seine Mutter Janos Suta retteten im September 1944 das Leben von neun Juden (Ernest Lazar, Sándor Dávidovits, Zoltán Izsák, Laszló Sugár und Miklós Weisz aus Satu Mare, István Schvartz, Ervin Moskovits und György Boros aus Oradea und Ferencz Kőrösi), die in der Stadt in einem ungarischen Zwangsarbeiter-Bataillon kaserniert waren. Miklós Weisz hatte seine ehemalige Kindergärtnerin, Frau Suta, um Hilfe gebeten und ihr Sohn, Ioan Suta, bereitete daraufhin ein Versteck für die jüdischen Zwangsarbeiter vor und versorgte die in dieses Versteck geflohenen neun Zwangsarbeiter einen Monat lang mit Lebensmitteln. | 1980 |
| Maria Tubak            |               |               | Bukarest                   | Maria Tubak (geb. Buta), die als Haushaltshilfe im Haus der jüdischen Familie Hana und Solomon Shefler in Bukarest arbeitete, verhinderte am 21. Januar 1941 während des dreitägigen Pogroms der Eisernen Garde durch eine List, dass die faschistischen Banden ins Haus der Familie Shefler und Kiralys eindrangen. Bereits einige Tage vor dem Pogrom hatte sie den Namen auf dem Schild am Tor in einen eindeutig rumänischen Namen geändert und während des Pogroms stand sie mit einem weiteren Mitarbeiter am Tor und sagte den faschistischen Banden, dass die Besitzer gewechselt hätten und keine Juden mehr im Haus wohnen. | 1991 |
| Josif Zaharia          |               |               | Iecea Mare                 | Josif Zaharia, der Sohn eines wohlhabenden Landwirts aus Iecea Mare, nahm den 13-jährigen Juden Benjamin Weiss auf, besorgte ihm falsche Papiere und beschäftigte ihn vier Jahre lang auf dem Bauernhof seines Vaters. | 1994 |